# Посольство Джерома Бауса
Посольство Джерома Бауса — донесение члена английского парламента и посланника английской королевы Елизаветы I в Москву, в 1583—1584 годах Джерома Бауса о своём предприятии. Среди главных целей его посольства было возобновление всех прежних привилегий Московской компании и вознаграждение за незаконные поборы и убытки, нанесенные английским купцам, а вместе с тем, он должен был отказать Иоанну и в союзе с Англией и в браке с какой-либо родственницей Елизаветы I.

## Переводы на русский язык
- Известия англичан о России XVI в. // Чтения в императорском обществе истории и древностей Российских. № 4. М. 1884, с. 96-105.